# Filippo Ferrari (militare)
Filippo Ferrari (Varese Ligure, 15 agosto 1836 – Genova, 2 settembre 1903) è stato un patriota e militare italiano che fece parte della Spedizione dei Mille.

## Biografia
In giovane età aderì al movimento della Giovine Italia e fu uno dei mille volontari a partire da Quarto con Giuseppe Garibaldi, la notte del 5 maggio 1860, alla volta della Sicilia.
Sbarcato a Marsala l'11 maggio 1860, partecipò alla presa della città e alle successive battaglie in terra di Sicilia.
Ricevette quindi l'attestato e la medaglia dal Senato della città di Palermo e, il 2 agosto del 1860, venne promosso al grado di "Sottotenente di Fanteria" dalla "Segreteria di Stato della Guerra" del capoluogo siciliano.
Al termine della spedizione si stabilì a Genova, dove esercitò il mestiere di filogranista con successo crescente, creando una sua azienda e giungendo ad avere alle sue dipendenze 50 operai.
Gli venne inoltre riconosciuta la speciale pensione dovuta ai reduci della spedizione garibaldina.
Morì nel capoluogo ligure nel 1903.
Nell'elenco ufficiale dei partecipanti all'impresa, pubblicato sulla Gazzetta Ufficiale del Regno d'Italia del 12 novembre 1878, lo si trova al numero 432.

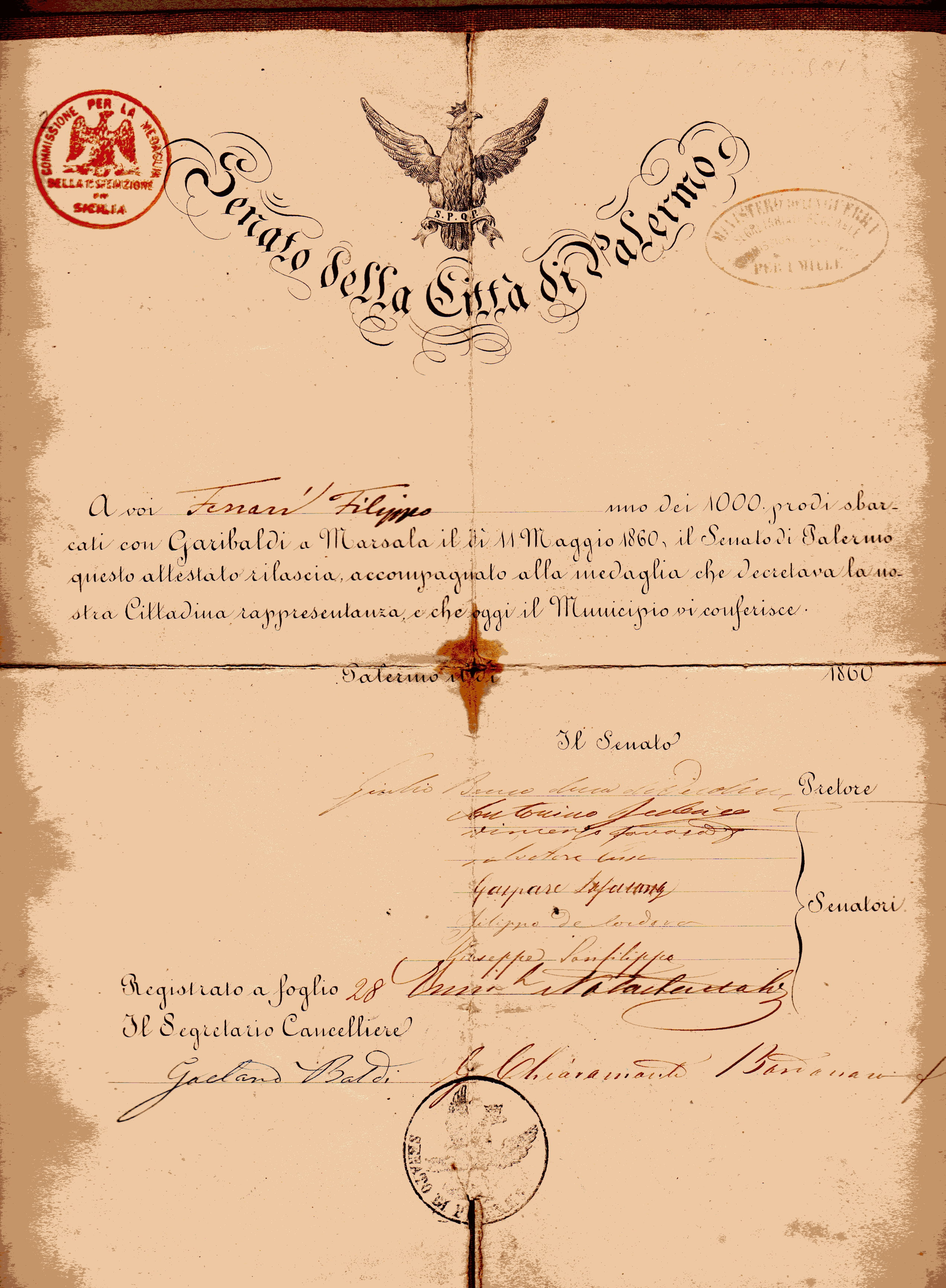
Attestato
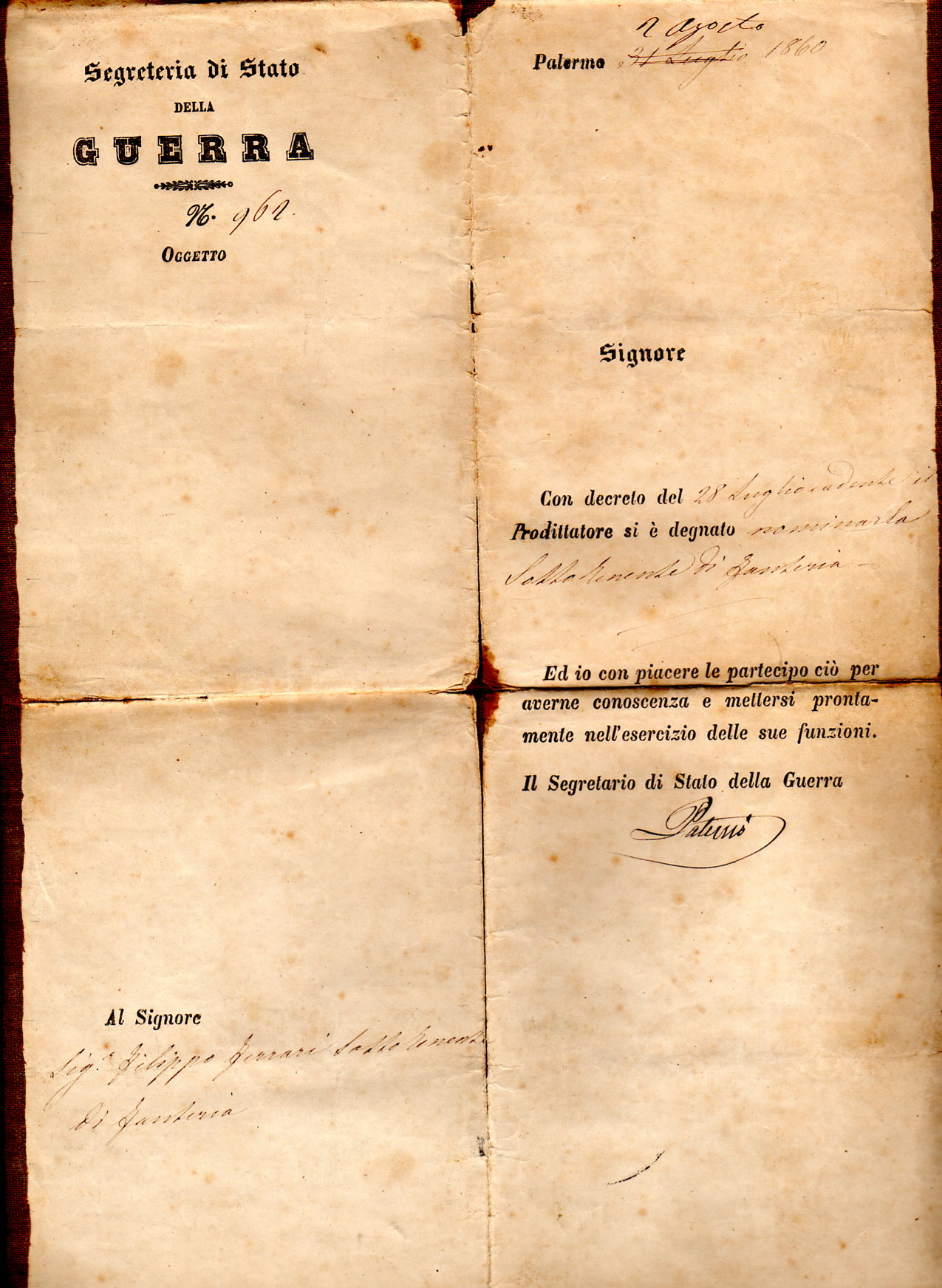
Nomina a Sottotenente